# Trăn México
Trăn Mexico, Trăn đào hang Mexico, tên khoa học Loxocemus bicolor, là loài trăn duy nhất thuộc trong chi Loxocemus trong họ Trăn Mexico (Loxocemidae). Chúng được tìm thấy ở México và Trung Mỹ. Loxocemidae là họ rắn nhỏ nhất, không có phân loài nào được công nhận.